# Нано-
Нано (русское обозначение: н; международное: n) — одна из приставок, используемых в Международной системе единиц (СИ) для образования наименований и обозначений десятичных дольных единиц. Единица, наименование которой образовано путём присоединения приставки нано к наименованию исходной единицы, получается в результате умножения исходной единицы на число 10−9. Иначе говоря, вновь образованная единица равна одной миллиардной части исходной единицы.
Наименование приставки происходит от лат. nanos — карлик.

## История
В качестве приставки СИ принята XI  Генеральной конференцией по мерам и весам в 1960 году одновременно с принятием системы СИ в целом. До 1967 года называлась миллимикро (русское обозначение: ммк; международное: mµ).

## Использование

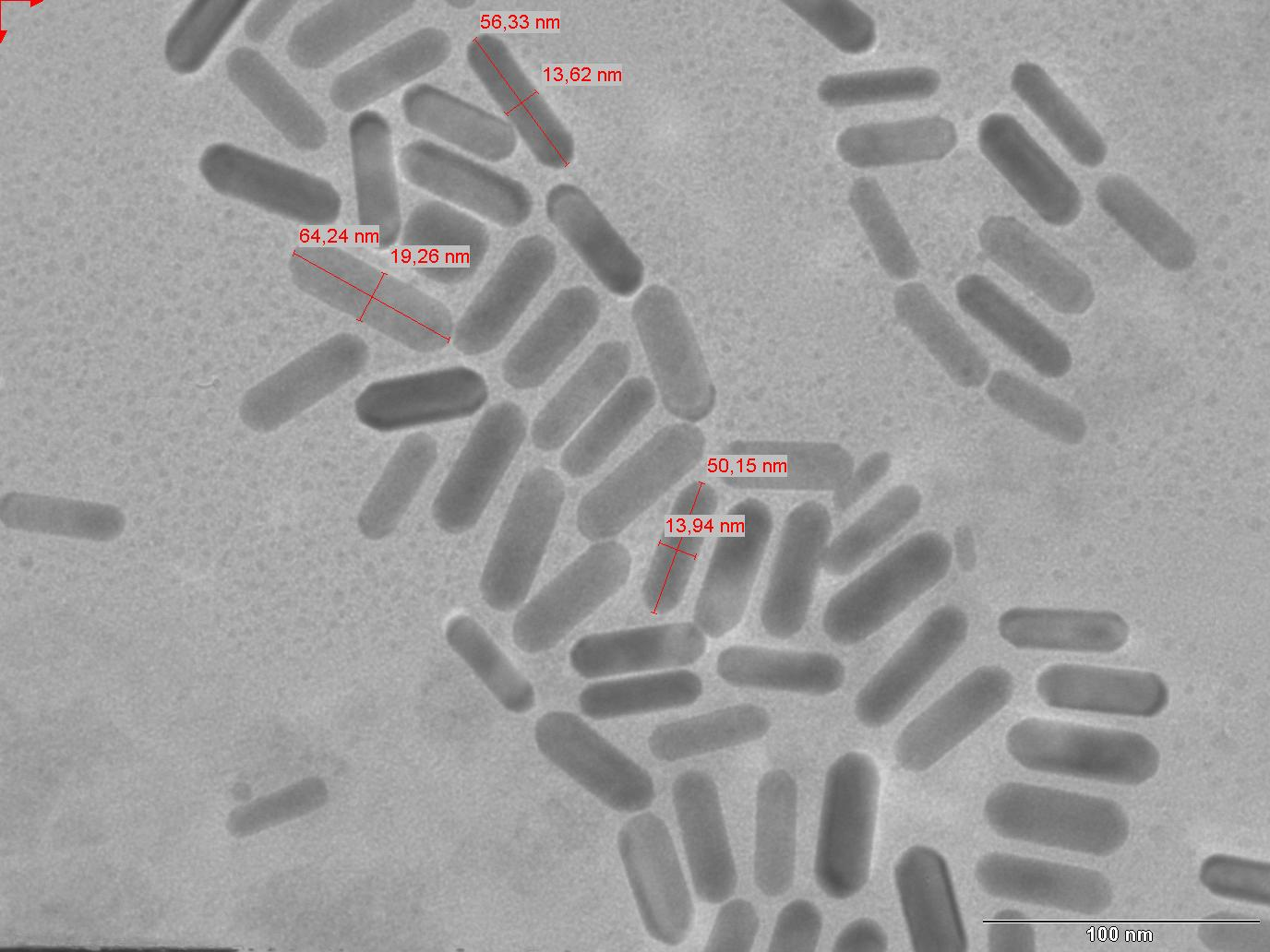
Наностержень размер в нанометрах (nm)

Часто используется для измерения электрической ёмкости (нанофарад), времени (наносекунда) или длины (нанометр).